# Koninklijk Commissariaat voor de Migranten
Het Koninklijk Commissariaat voor de Migranten was van 1989 tot 1993 belast met het uitstippelen van een migrantenbeleid en het onderzoeken van de migratiekwestie in België. De regering benoemde hiertoe twee koninklijke commissarissen: Paula D'Hondt (CVP) en Bruno Vinikas (PS).
Na vier jaar Koninklijk Commissariaat besliste de Belgische regering om een permanente structuur op te richten om rassendiscriminatie te bestrijden en om gelijke kansen en integratie te bevorderen. Het Centrum voor gelijkheid van kansen voor racismebestrijding werd daarom in 1993 bij wet opgericht. De bevoegdheden van dit Centrum werden in 2013 verdeeld over Unia (Interfederaal Gelijkekansencentrum) en Myria.